# Lista inwazyjnych gatunków obcych uznanych za stwarzające zagrożenie dla Unii Europejskiej
Lista inwazyjnych gatunków obcych uznanych za stwarzające zagrożenie dla Unii Europejskiej – zestawienie gatunków inwazyjnych występujących na terenie Unii Europejskiej, które prawnie uznawane są za stwarzające dla niej zagrożenie. Aktualizowana lista tworzona jest na podstawie Rozporządzenia Parlamentu Europejskiego i Rady (UE) nr 1143/2014 z dnia 22 października 2014 r. w sprawie działań zapobiegawczych i zaradczych w odniesieniu do wprowadzania i rozprzestrzeniania inwazyjnych gatunków obcych. Komisja Europejska opublikowała pierwszą listę 37 inwazyjnych gatunków obcych mających znaczenie dla Unii w 2016 roku. Lista została zaktualizowana w 2017 r. obejmując po uzupełnieniu 49 gatunków. W 2019 opublikowano drugą aktualizację listy, po której znalazło się na niej 66 gatunków.
Gatunki wymienione na liście podlegają ograniczeniom dotyczącym przechowywania, przetrzymywania, importu, sprzedaży, hodowli i chowu. Państwa członkowskie Unii Europejskiej zobowiązane są do podjęcia działań, aby ograniczyć i zatrzymać drogi rozprzestrzeniania się, prowadzić monitoring oraz dążyć do eliminacji tych gatunków. W przypadku gdy gatunki są już szeroko rozpowszechnione w danym kraju, oczekuje się zarządzania gatunkami, tak aby uniknąć ich dalszego rozprzestrzeniania się.
Tabela inwazyjnych gatunków obcych uznanych za stwarzające zagrożenie dla Unii Europejskiej
| Nazwa polska                           | Nazwa naukowa                                                  | Grupa taksonów | Rok dodania do listy |
| -------------------------------------- | -------------------------------------------------------------- | -------------- | -------------------- |
|                                        | Acacia saligna (Labill.) H.L.Wendl.                            | rośliny        | 2019                 |
| Majna brunatna                         | Acridotheres tristis Linnaeus, 1766                            | ptaki          | 2019                 |
| Bożodrzew gruczołowaty                 | Ailanthus altissima (Mill.) Swingle                            | rośliny        | 2019                 |
| Kazarka egipska, gęsiówka egipska      | Alopochen aegyptiaca Linnaeus, 1766                            | ptaki          | 2017                 |
| Alternatera krokodylowa                | Alternanthera philoxeroides (Mart.) Griseb.                    | rośliny        | 2017                 |
|                                        | Andropogon virginicus L.                                       | rośliny        | 2019                 |
|                                        | Arthurdendyus triangulatus (Dendy, 1894) Jones & Gerard (1999) | Rhabditophora  | 2019                 |
| Trojeść amerykańska                    | Asclepias syriaca L.                                           | rośliny        | 2017                 |
| Komarnik wirginijski                   | Baccharis halimifolia L.                                       | rośliny        | 2016                 |
| Kabomba karolińska                     | Cabomba caroliniana Gray                                       | rośliny        | 2016                 |
| Wiewiórczak rdzawobrzuchy              | Callosciurus erythraeus Pallas, 1779                           | ssaki          | 2016                 |
| Kardiospermum zielone                  | Cardiospermum grandiflorum Sw.                                 | rośliny        | 2019                 |
|                                        | Cortaderia jubata (Lemoine ex Carrière) Stapf                  | rośliny        | 2019                 |
| Wrona orientalna                       | Corvus splendens Viellot, 1817                                 | ptaki          | 2016                 |
|                                        | Ehrharta calycina Sm.                                          | rośliny        | 2019                 |
| Eichornia gruboogonkowa                | Eichhornia crassipes (Martius) Solms                           | rośliny        | 2016                 |
| Moczarka delikatna                     | Elodea nuttallii (Planch.) St. John                            | rośliny        | 2017                 |
| Krab wełnistoszczypcy, k. wełnistoręki | Eriocheir sinensis H. Milne Edwards, 1854                      | skorupiaki     | 2016                 |
| Gunnera chilijska, parzeplin chilijski | Gunnera tinctoria (Molina) Mirbel                              | rośliny        | 2017                 |
|                                        | Gymnocoronis spilanthoides (D.Don ex Hook. & Arn.) DC.         | rośliny        | 2019                 |
| Barszcz Mantegazziego                  | Heracleum mantegazzianum Sommier & Levier                      | rośliny        | 2017                 |
| Barszcz perski                         | Heracleum persicum Fischer                                     | rośliny        | 2016                 |
| Barszcz Sosnowskiego                   | Heracleum sosnowskyi Mandenova                                 | rośliny        | 2016                 |
| Mangusta mała                          | Herpestes javanicus É. Geoffroy Saint-Hilaire, 1818            | ssaki          | 2016                 |
| Chmiel japoński                        | Humulus scandens (Lour.) Merr.                                 | rośliny        | 2019                 |
| Wąkrota jaskrowata                     | Hydrocotyle ranunculoides L. f.                                | rośliny        | 2016                 |
| Niecierpek gruczołowaty                | Impatiens glandulifera Royle                                   | rośliny        | 2017                 |
|                                        | Lagarosiphon major (Ridley) Moss                               | rośliny        | 2016                 |
| Bass słoneczny                         | Lepomis gibbosus Linnaeus, 1758                                | ryby           | 2019                 |
|                                        | Lespedeza cuneata (Dum.Cours.) G.Don                           | rośliny        | 2019                 |
| Żaba rycząca                           | Lithobates catesbeianus Shaw, 1802                             | płazy          | 2016                 |
|                                        | Ludwigia grandiflora (Michx.) Greuter & Burdet                 | rośliny        | 2016                 |
|                                        | Ludwigia peploides (Kunth) P.H. Raven                          | rośliny        | 2016                 |
| Wężówka japońska, lygodium japońskie   | Lygodium japonicum (Thunb.) Sw.                                | rośliny        | 2019                 |
| Tulejnik amerykański                   | Lysichiton americanus Hultén & H. St. John                     | rośliny        | 2016                 |
|                                        | Microstegium vimineum (Trin.) A. Camus                         | rośliny        | 2017                 |
| Mundżak chiński                        | Muntiacus reevesi Ogilby, 1839                                 | ssaki          | 2016                 |
| Nutria amerykańska                     | Myocastor coypus Molina, 1782                                  | ssaki          | 2016                 |
| Wywłócznik brazylijski                 | Myriophyllum aquaticum (Vell.) Verdc.                          | rośliny        | 2016                 |
| Wywłócznik różnolistny                 | Myriophyllum heterophyllum Michaux                             | rośliny        | 2017                 |
| Ostronos rudy                          | Nasua nasua Linnaeus, 1766                                     | ssaki          | 2016                 |
| Jenot azjatycki                        | Nyctereutes procyonoides Gray, 1834                            | ssaki          | 2017                 |
| Piżmak amerykański                     | Ondatra zibethicus Linnaeus, 1766                              | ssaki          | 2017                 |
| Rak pręgowaty                          | Orconectes limosus Rafinesque, 1817                            | skorupiaki     | 2016                 |
|                                        | Orconectes virilis Hagen, 1870                                 | skorupiaki     | 2016                 |
| Sterniczka jamajska                    | Oxyura jamaicensis Gmelin, 1789                                | ptaki          | 2016                 |
| Rak sygnałowy                          | Pacifastacus leniusculus Dana, 1852                            | skorupiaki     | 2016                 |
|                                        | Parthenium hysterophorus L.                                    | rośliny        | 2016                 |
| Rozplenica szczecinkowata              | Pennisetum setaceum (Forssk.) Chiov.                           | rośliny        | 2017                 |
| Trawianka                              | Perccottus glenii Dybowski, 1877                               | ryby           | 2016                 |
|                                        | Persicaria perfoliata (L.) H. Gross                            | rośliny        | 2016                 |
| Sumik węgorzowaty                      | Plotosus lineatus (Thunberg, 1787)                             | ryby           | 2019                 |
| Rak luizjański                         | Procambarus clarkii Girard, 1852                               | skorupiaki     | 2016                 |
| Rak marmurkowy                         | Procambarus fallax (Hagen, 1870) f. virginalis                 | skorupiaki     | 2016                 |
| Szop pracz                             | Procyon lotor Linnaeus, 1758                                   | ssaki          | 2016                 |
| Jadłoszyn baziowaty                    | Prosopis juliflora (Sw.) DC.                                   | rośliny        | 2019                 |
| Czebaczek amurski                      | Pseudorasbora parva Temminck & Schlegel, 1846                  | ryby           | 2016                 |
| Opornik łatkowaty                      | Pueraria montana (Lour.) Merr. var. lobata (Willd.)            | rośliny        | 2016                 |
| Salwinia uciążliwa, s. molesta         | Salvinia molesta D.S. Mitch.                                   | rośliny        | 2019                 |
| Wiewiórka szara                        | Sciurus carolinensis Gmelin, 1788                              | ssaki          | 2016                 |
| Wiewiórka czarna                       | Sciurus niger Linnaeus, 1758                                   | ssaki          | 2016                 |
| Burunduk syberyjski                    | Tamias sibiricus Laxmann, 1769                                 | ssaki          | 2016                 |
| Ibis czczony                           | Threskiornis aethiopicus Latham, 1790                          | ptaki          | 2016                 |
| Żółw ozdobny                           | Trachemys scripta Schoepff, 1792                               | gady           | 2016                 |
| Smokrzyn łojodajny                     | Triadica sebifera (L.) Small                                   | rośliny        | 2019                 |
|                                        | Vespa velutina nigrithorax du Buysson, 1905                    | owady          | 2016                 |